# جبل مونتي روزا
مونتي روزا (بالإنجليزية: Monte Rosa)‏

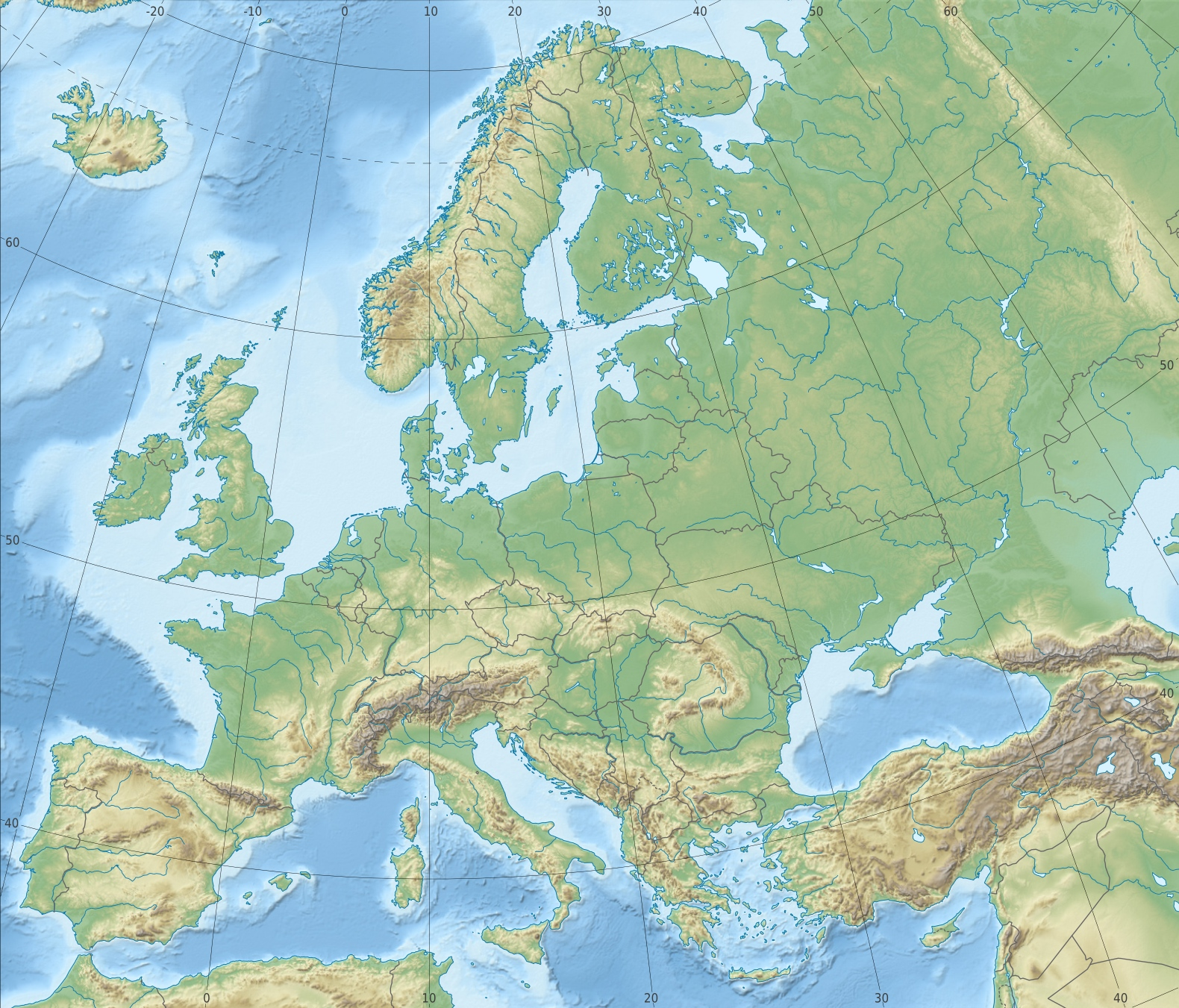
موقع مونتي روزا

 مونتي روزا (بالإيطالية) أو مونت روز (بالفرنسية)، وكلاهما بمعنى "الجبل الوردي"، هو أعلى جبل في سويسرا والثاني علواً في كل من جبال الألب وأوروبا الغربية. قمته الرئيسية، والمعروفة باسم Dufourspitze و تبلغ (4,634 متر (15,203 قدم))، بعد سلسلة طويلة من محاولات تسلقه بدأت في أوائل القرن التاسع عشر تم التوصل إلى قمة مونتي روزا الأولى في عام 1855 من ناحية زيرمات من قبل ثمانية من المتسلقين بقيادة ثلاثة مرشدين.